# Number 9 Dream
"#9 Dream" é uma canção composta e gravada pelo músico britânico John Lennon, lançada originalmente em seu álbum Walls and Bridges, de 1974. Foi lançada como o segundo single deste álbum alguns meses depois, pela Apple Records. Alcançou, coincidentemente, o número nove na Billboard Hot 100 e o número 23 na UK Singles Chart. Um videoclipe para a canção foi feito em 2003.

## Composição
"#9 Dream" veio a Lennon em um sonho. Ele disse que a canção foi apenas "produzida" sem "inspiração".

Isso é o que eu chamo de escrita artesanal, ou seja, você sabe, eu apenas produzi isso. Não estou desprezando-a, é apenas a verdade, mas eu só sentei e escrevi, sabe, sem inspiração real, baseada em um sonho que tive.— John Lennon. 1980, BBC
De acordo com o site de May Pang, dois títulos de trabalho para a canção foram usados: "So Long Ago" e "Walls & Bridges". Pang também afirma que a frase repetida no refrão, "Ah! Böwakawa poussé, poussé", veio a Lennon em um sonho e não tem nenhum significado específico. Pang acrescentou que Al Coury, da Capitol Records, inicialmente protestou contra o uso da palavra "pussy" ("perereca") no refrão, mas depois que a esposa do engenheiro de estúdio Roy Cicala sugeriu que poderia ser cantada como "poussé", como se em uma língua estrangeira, as letras foram mantidas.
Esta canção era considerada a favorita de Lennon, apesar de sua alegação posterior de que ela era "descartável". Pang comentou sobre isto: "Esta era uma das canções favoritas de John, porque literalmente veio a ele em um sonho. Ele acordou e escreveu essas palavras junto com a melodia. Ele não tinha ideia do que significava, mas achou lindo".

## Gravação
Lennon gostou tanto do arranjo de cordas que escreveu para a versão de Harry Nilsson de "Many Rivers to Cross", originalmente de Jimmy Cliff, que decidiu incorporá-lo à sua canção.
O vocal de apoio foi feito por May Pang, namorada de Lennon à época. Lennon escreveu e arranjou a música em torno de seu sonho, daí o título e a sensação de sonho, incluindo o uso de violoncelos no refrão. A extensa produção da canção é similar a de "Strawberry Fields Forever".
A canção foi gravada no Record Plant Studios de Nova Iorque em 23 de julho de 1974, sob o título provisório de "Walls And Bridges". Pang gravou sua parte em 26 de agosto de 1974.

## Recepção
A Billboard comentou sobre o contraste com o single anterior de Lennon, "Whatever Gets You thru the Night", afirmando que "#9 Dream" é um "rock suave" com valores de "produção forte" que esperava atingir o Top 5.
O single chegou, coincidentemente, ao número nove na Billboard Hot 100 e ao número dez na Cashbox Top 100 dos Estados Unidos.

### Posição nas paradas musicais
| Parada (1974–75)                   | Melhor posição |
| ---------------------------------- | -------------- |
| Canadá (RPM Top Singles)           | 35             |
| Reino Unido (UK Singles Chart)     | 23             |
| Estados Unidos (Billboard Hot 100) | 9              |
| Estados Unidos (Cash Box Top 100)  | 10             |

| Parada (1975)                               | Posição |
| ------------------------------------------- | ------- |
| Estados Unidos (Joel Whitburn's Pop Annual) | 101     |

## Legado
Vários artistas já regravaram a canção ao longo dos anos. A banda R.E.M. lançou um cover da canção como single para o álbum beneficente Instant Karma: The Amnesty International Campaign to Save Darfur, de 2007. Contém a participação do ex-baterista do grupo Bill Berry, sua única gravação com o R.E.M. desde de sua saída da banda em 1997 e o fim do grupo em 2011. A versão internacional do álbum Instant Karma! contém uma segunda versão desta canção, desta vez gravada pela banda norueguesa A-ha. Andrea Corr regravou para seu álbum Lifelines, de 2011. Bill Frisell incluiu "Number 9 Dream" em seu álbum tributo a Lennon-McCartney, All We Are Saying. José González a regravou para a trilha sonora do filme A Vida Secreta de Walter Mitty, de 2013.
O escritor britânico David Mitchell intitulou seu segundo romance como number9dream em homenagem à canção de Lennon.

## Créditos
Os seguintes músicos tocaram na versão original da canção:
- John Lennon – vocal, violão
- The 44th Street Fairies: Lennon, May Pang, Lori Burton, Joey Dambra – vocal de apoio
- Ken Ascher – clavinet
- Jesse Ed Davis – guitarra
- Nicky Hopkins – piano elétrico
- Arthur Jenkins – percussão
- Jim Keltner – bateria
- Bobby Keys – saxofone
- Eddie Mottau – violão
- Klaus Voormann – baixo